# バシロサウルス
バシロサウルス（学名: Basilosaurus、「蜥蜴の王」の意） は、約4,000万 - 3,400万年前（新生代古第三紀始新世後期）の温暖な海に生息していた原始的クジラ類である。主なシノニム（異名）にゼウグロドン（Zeuglodon：「くびき型の歯」の意）がある。
「サウルス」の名がついているが爬虫類ではなく、原クジラ亜目バシロサウルス科バシロサウルス亜科に分類される。バシロサウルス科は原クジラ類として最末期の科であり、バシロサウルス属はその一つである。
現生クジラ類とは異なり、ヘビの様に長い体が最大の特徴。遠泳能力は無く、浅い海に暮らしていたと見られる。

## 学名など
属名は、古代ギリシア語: βασιλεύς (basileus) 「王」 ＋ σαῦρος (sauros) 「トカゲ」の合成語である。このように -saurus の名がついているのは、化石が発見された当時は爬虫類の一種と考えられたためである。
模式種であるバシロサウルス・ケトイデス（Basilosaurus cetoides）の種小名 cetoides は、ラテン語: cetus 「鯨」に由来し、「鯨のごとき」の意。最大種バシロサウルス・イシス（Basilosaurus isis）はその発見地に因み、古代エジプトの女神イシスの名を持つ。
中国語名は「龍王鯨（lóngwángjīng）」。

## 発見史

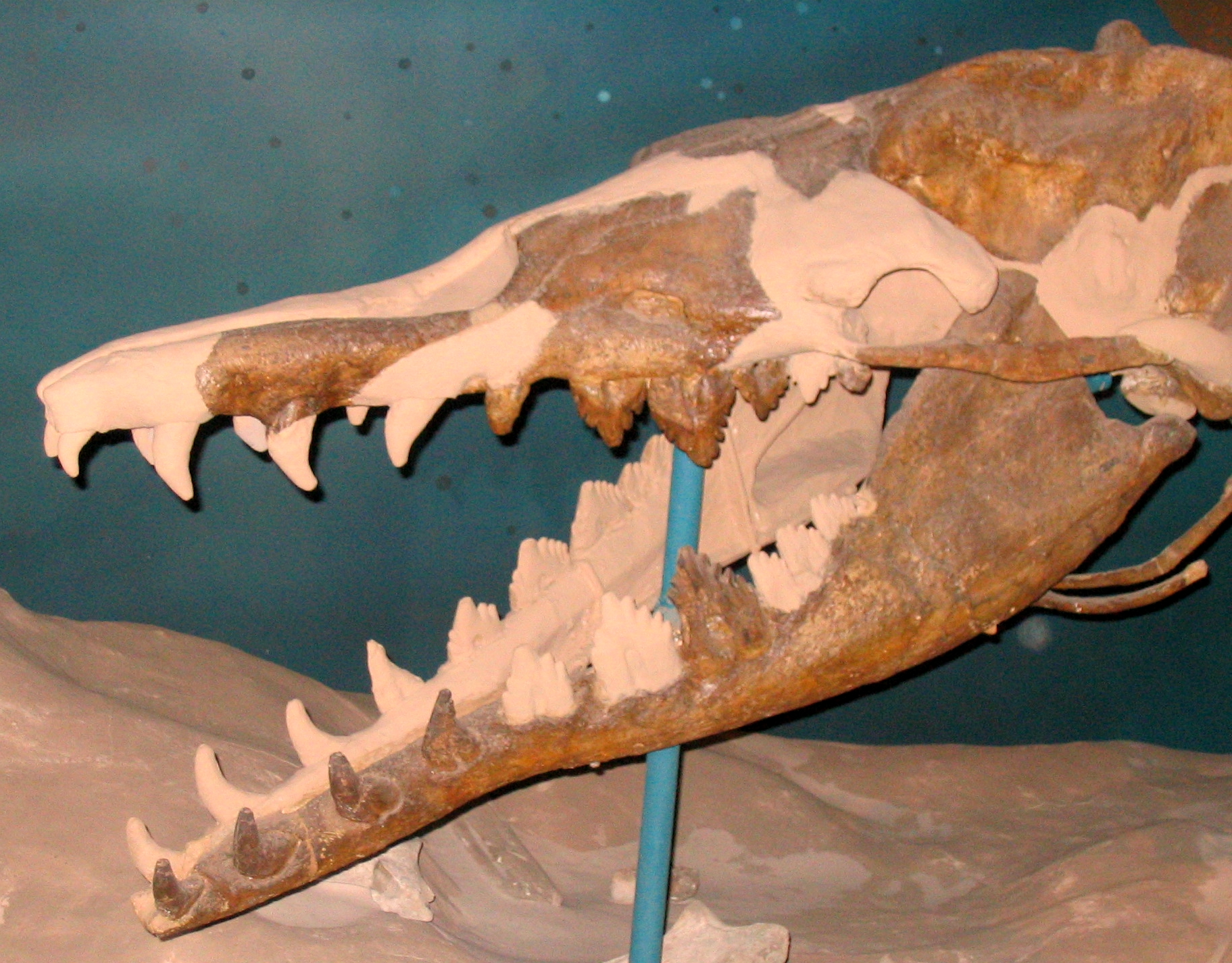
バシロサウルス・ケトイデス Basilosaurus cetoides の全身骨格標本、その頭骨の部分（米国・ワシントンD.C.国立自然史博物館）

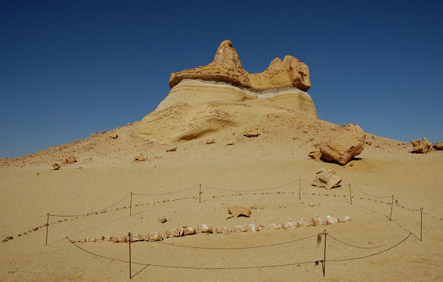
「クジラ谷」こと、エジプトのワディ・アル・ヒタン

化石は、1832年、米国人古生物学者リチャード・ハーラン（Richard Harlan）によって米国はルイジアナ州にて発見された。1834年、爬虫類に属するものとして Basilosaurus の名で記載（生物学上の正式な命名）されている。1839年には英国のリチャード・オーウェン卿が、米国アラバマ州から出た保存状態の良い化石を分析し、この動物に対して正しく哺乳類としての学名 Zeuglodon を与えた。しかし、先取権の問題等があるため Zeuglodon に有効性は無く、今でも「爬虫類」の意を持つ Basilosaurus が正式な名称として使われている。
また、ドイツ人の化石収集家アルベルト・コッホが見世物興行に使っていた化石標本（「文化」の項を参照）も、そのうちの多くの部分がバシロサウルスの化石であったことが、1975年になって科学的に証明された。
その後もバシロサウルスの化石は世界の各地から数多く発見されている。米国（ミシシッピ州、フロリダ州）、英国（イングランド）、エジプトのワディ・アル・ヒタン、パキスタン、その他がそれである。

## 特徴

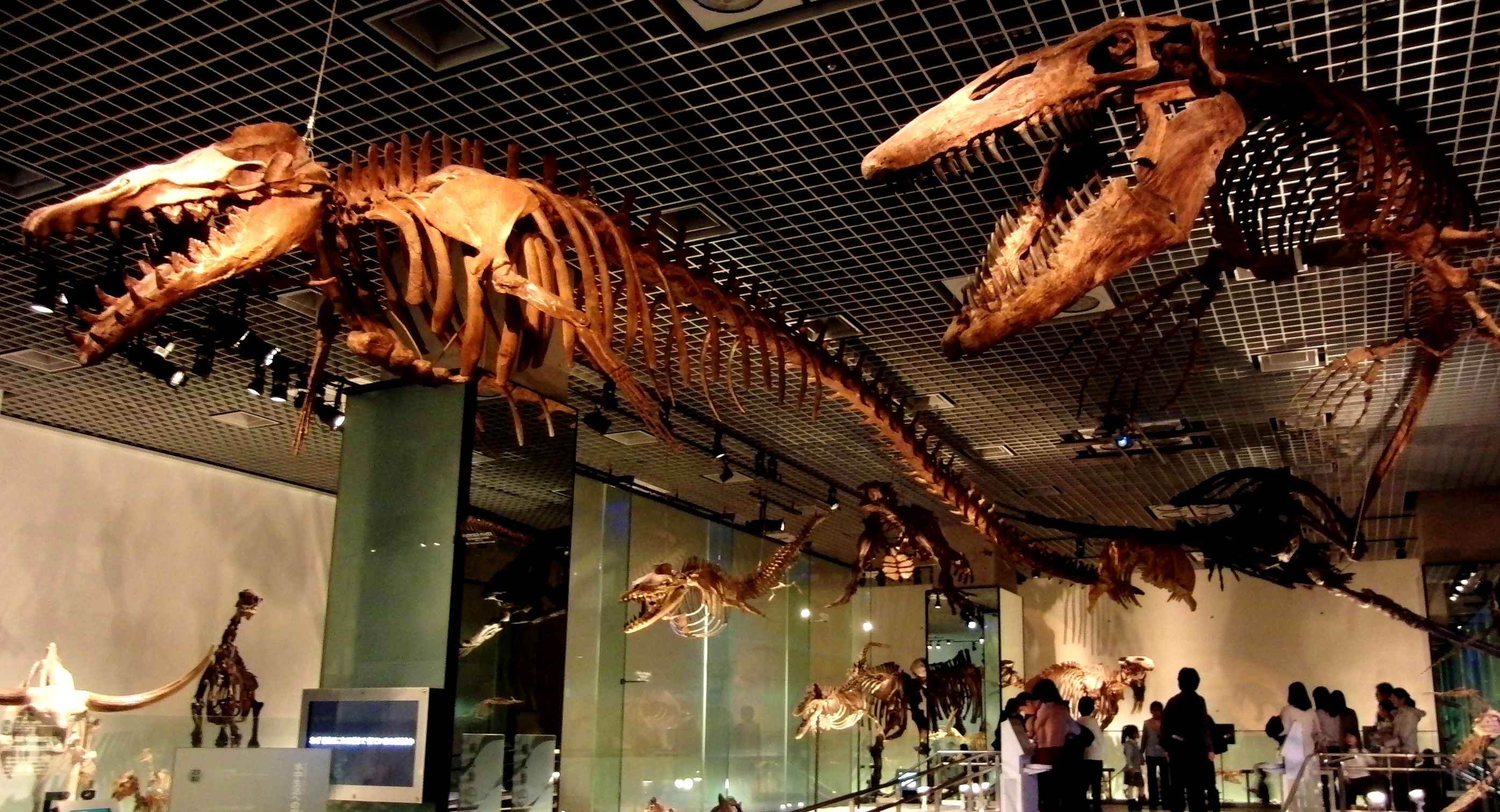
左：バシロサウルスの骨格標本、右：ティロサウルス（海生爬虫類のモササウルス類）。国立科学博物館の展示）

原クジラ亜目中の最大の種であり、平均的な体長はオスが推定18メートル、メスが15メートル程度とされる。エジプトで発見の最大種バシロサウルス・イシスは体長21メートルを超え、25メートルに達した可能性もある。その体は現生クジラ類とは明らかに違ってヘビのように細長く、ウナギのようにのたくって泳いでいたと考えられている（ただし、尾鰭の形状から、横方向に体を波打たせるヘビやウナギとは違い、縦方向に体を動かしていたと推定される）。
本種は、指の形を色濃く残しながらも、遊泳に適した櫂状の前肢を進化させた。加えて、現生クジラ類と同様の水平方向に広がる三角形の尾鰭を有していた。しかし、骨格から見て筋肉はさほど発達していたとは考えられず、尾鰭もまた貧弱で、大きな遊泳力を生み出すとは考えられない。
また、現生クジラ類と違って後肢を残すが、それはわずか60センチメートル程度と極めて小さく、長大な体との対比から、泳ぐためにはほとんど用をなさなかったと思われる（ただし、交尾の際に相手を押さえるため使われたとも考えられている）。
これらのことから、バシロサウルスには外洋を自在に行き来するような遠泳力は無く、現生クジラ類のような地球規模の移動能力もなかったと考えられる。現生クジラ類は水面で呼吸しやすいよう、噴気孔（外鼻孔）が頭頂部に位置しているが、バシロサウルスでは吻部の中間の位置にあり、現生クジラ類ほど長時間の潜水に適応していなかったと推測される。よって、深い海への潜水もできなかったと考えられ、基本的に浅海の生き物であったとされている。
体長に比べて頭部は比較的小さい。現生のハクジラ類が具えるメロン体のような部位は無く、脳容積も比較的小さかった。そのため、彼らが今日のクジラ類に見られるような高度に社会的な行動をとっていたとは想像できない。現生クジラ類と違って頚があり、頚椎が癒合していなかったためある程度自由に動かせたと推測される。長い顎を持ち、ワニのような鋭い歯を44本具えていた。歯の形状は吻部の前方では円錐形であり、後方では突起が分岐した山型の歯となっている。このことから、肉食性であり、魚類・頭足類・小型の海生哺乳類などを獲物にしていたと考えられる。彼らは貪欲な捕食者であったと思われる。1頭のバシロサウルスの化石標本から胃の内容物が明らかとなっているが、それはサメや最大体長1メートルのものを含む13種類の魚であった。また、バシロサウルスの歯形と思われる跡を留めた、ドルドン（Dorudon、体長5メートル程度の近縁種）の子供の化石が見つかっている。

## 分類

### 進化系統
彼らはプロトケトゥス科から進化したと考えられている。彼らの近縁種から現鯨類すなわち「全ての現生クジラ類、および、その形質を示す絶滅クジラ類」が派生したと見られる。
現生クジラ類の直接的祖先である可能性を持つドルドン亜科（ドルドン科とする説もあり）は、バシロサウルス亜科と併せてバシロサウルス科を構成する。よって、バシロサウルス属は現生クジラ類の直接的祖先に近縁の種と考えられている(バシロサウルス属自体は長大な体躯など既に特殊化が進み過ぎているため、現生クジラ類という子孫を残さず絶滅した系統と思われる)。また、ヒゲクジラ亜目の最初期に分類されるケケノドン類をバシロサウルス科の下位分類とし、先の2亜科と併せて3亜科とする説もある。

### 種分類の詳細
- バシロサウルス・ケトイデス  B. cetoides Owen, 1839 （模式種） ：米国（アラバマ州、ミシシッピ州、フロリダ州）
- バシロサウルス・イシス  B. isis P.D.Gingerich, B. H. Smith, and E.L.Simons, 1991 ：最大種。ヨルダン、エジプト。
- バシロサウルス・ドラジンダイ  B. drazindai P.D.Gingerich, B.H.Smith, and E.L.Simons, 1997 ：パキスタン、エジプト
- バシロサウルス・ワンクリニ  B. wanklyni ：英国（イングランド）
- バシロサウルス・ヴレデンシス  B. vredensis ：ドイツ
- バシロサウルス・カウカシクス  B. caucasicus ：ロシア（カフカス）
- バシロサウルス・パウルソニ  B. paulsoni ：ロシア
- バシロサウルス・プスキ  B. puschi ：ポーランド
- バシロサウルス・ハルウォオディ  B. harwoodi ：オーストラリア

### シノニム
- Alabamornis gigantea
- Zeuglodon macrospondylus
- Zeuglodon harlani
- Zeuglodon ceti
- Hydrargos sillimanii
- Hydrarchos sillimani

## 文化

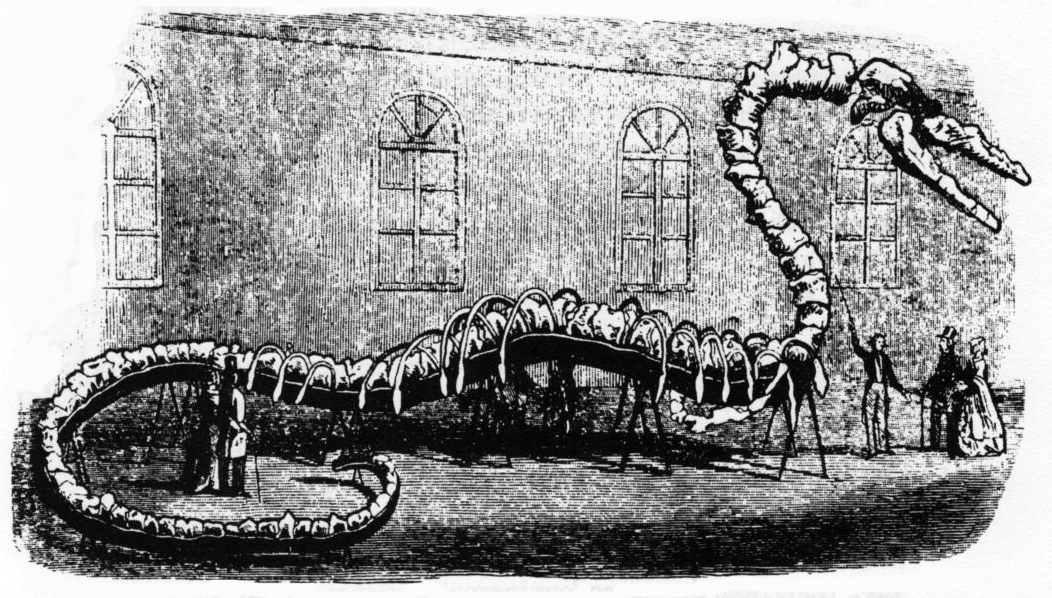
アルベルト・コッホの「海の怪物 Hydrarchos」（1845年）

- 化石収集家アルベルト・コッホ（英語名：アルバート・コッチ）は、バシロサウルスとその他、出所の異なる合計5種類の古生物化石を組み上げて創った114フィート（35メートル）の怪物に「聖書に登場する怪物ベヒモス」あるいは「大海蛇シーサーペント」と銘打って、米国ニューヨークとヨーロッパ各地で見世物興行を打っていた。彼はこの「怪物」に Hydrarchos sillimani （のち、Harlan の名を採って Hydrarchos harlani に改称）との学名まで付けている。なお、「怪物」のうちのバシロサウルスでなかった部分は、1871年のシカゴ大火によって永遠に失われた。
- 一部の未確認動物学者（cryptozoologist）は、バシロサウルスか、もしくはその直系子孫の生き残りが、古代より伝承されてきたシーサーペントの正体であるとの考えを持っている。しかし、その化石の記録は約3,400万年前のものを最後としてそれ以降はいっさい見られず、したがって彼らの説を裏づける証拠は何も無い。
- ハーマン・メルヴィルは、小説『白鯨』の第104章でバシロサウルスに言及しており、その原題は「The Fossil Whale」、“化石鯨”である。

## ギャラリー

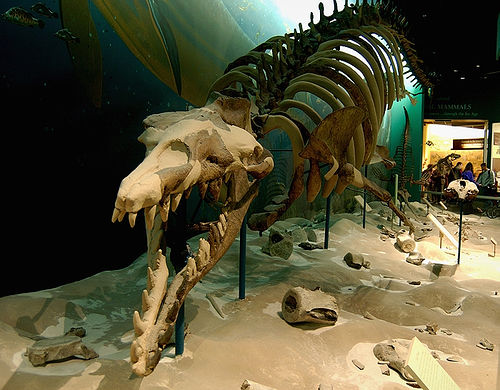
バシロサウルス・ケトイデス Basilosaurus cetoides の全身骨格標本（米国・ワシントンD.C.国立自然史博物館)
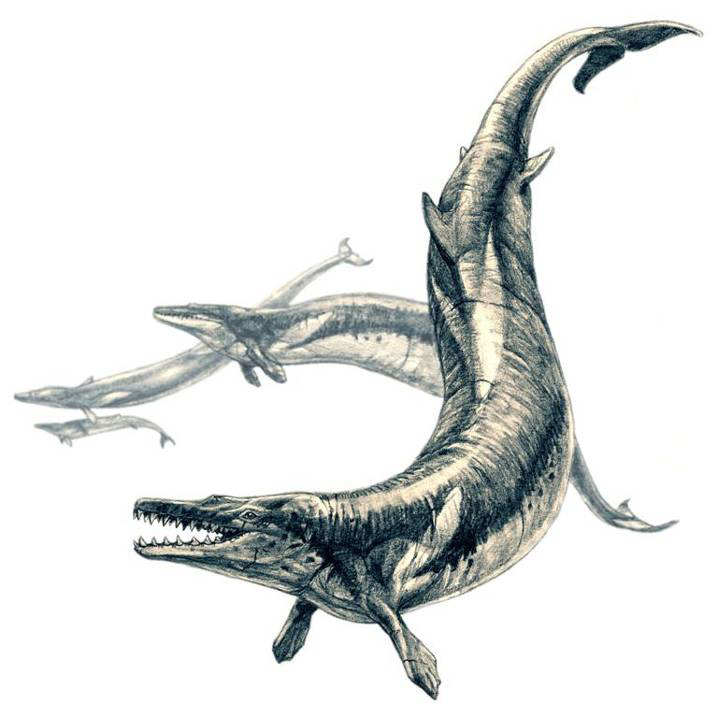
バシロサウルス（想像図)
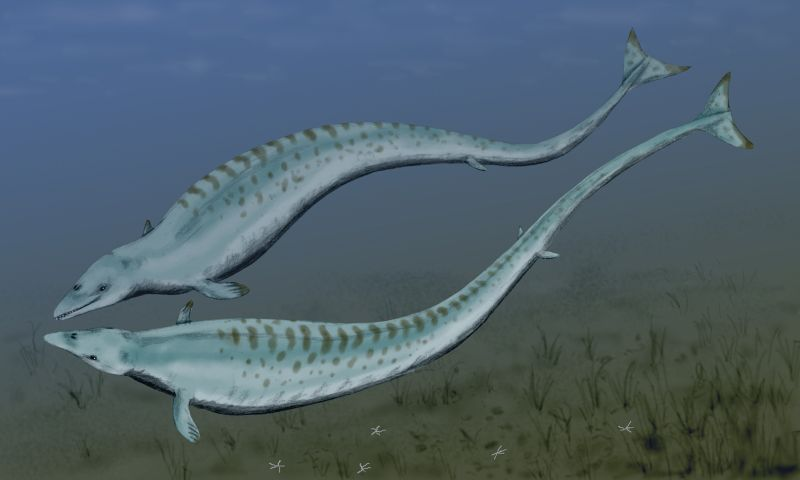
バシロサウルス・ケトイデス Basilosaurus cetoides（想像図)